# Kunstakademie (Dresden)

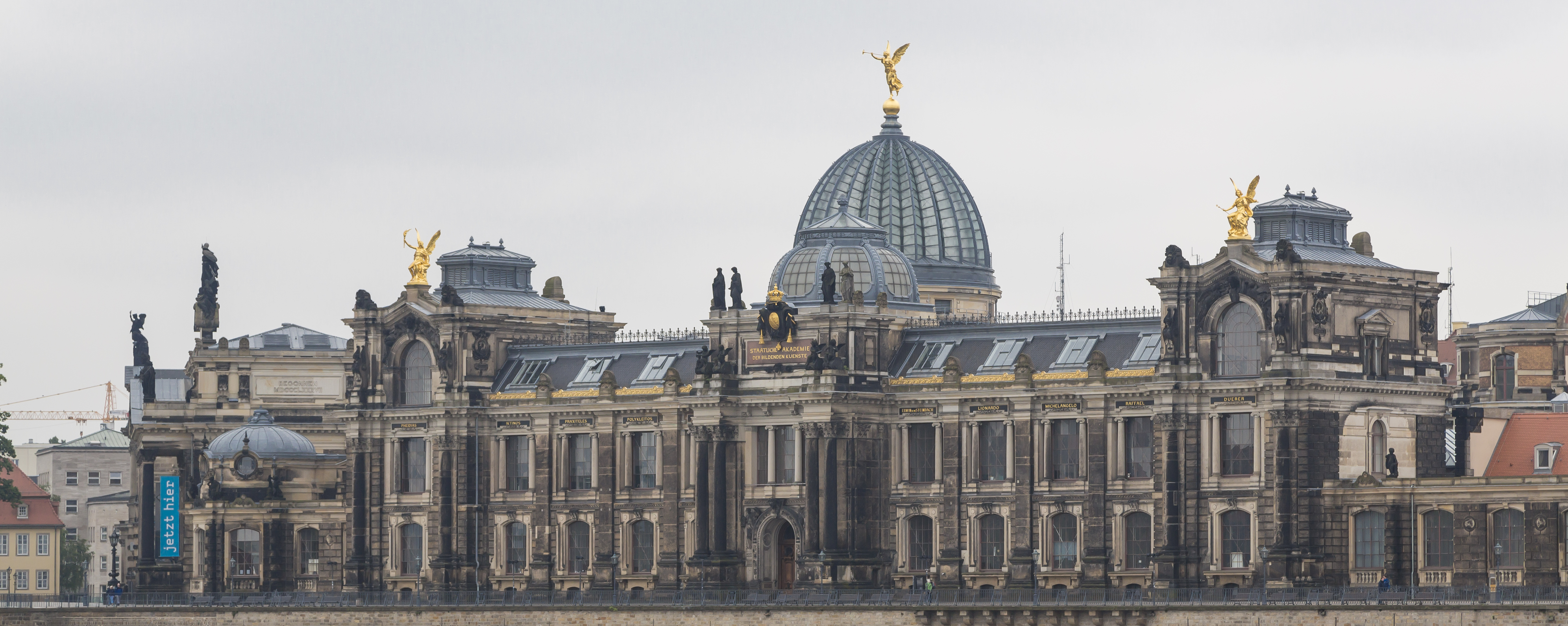
Kunstakademie

Die Kunstakademie ist ein Hochschul- und Ausstellungsgebäude an der Brühlschen Terrasse in Dresden. Der Neurenaissancebau wurde 1887 bis 1893 durch König Albert von Constantin Lipsius für die Königliche Akademie der Bildenden Künste und den Sächsischen Kunstverein geschaffen. Sie ist heute Sitz der Hochschule für Bildende Künste Dresden und der Kunsthalle der Staatlichen Kunstsammlungen Dresden.

## Beschreibung

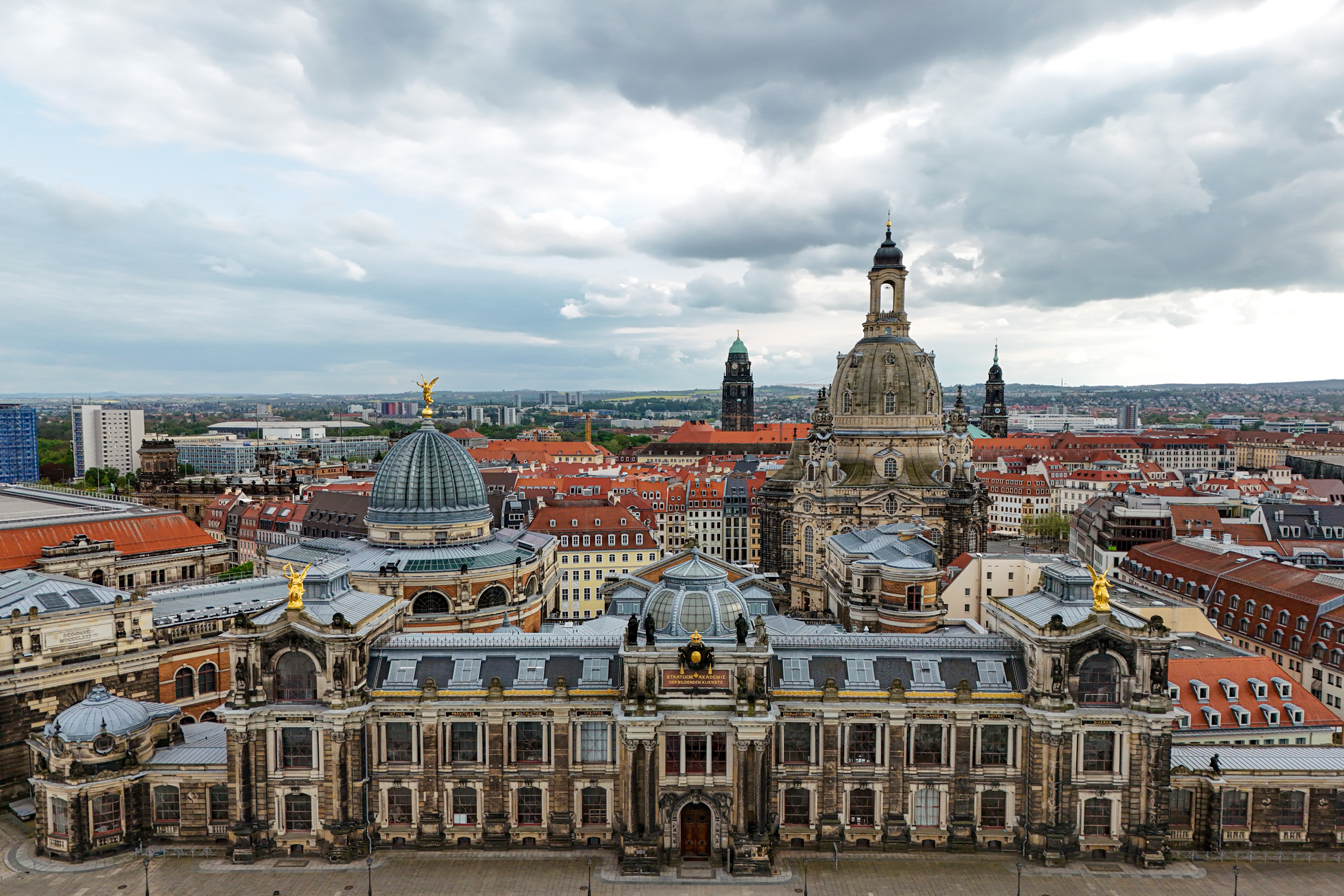
Akademieflügel

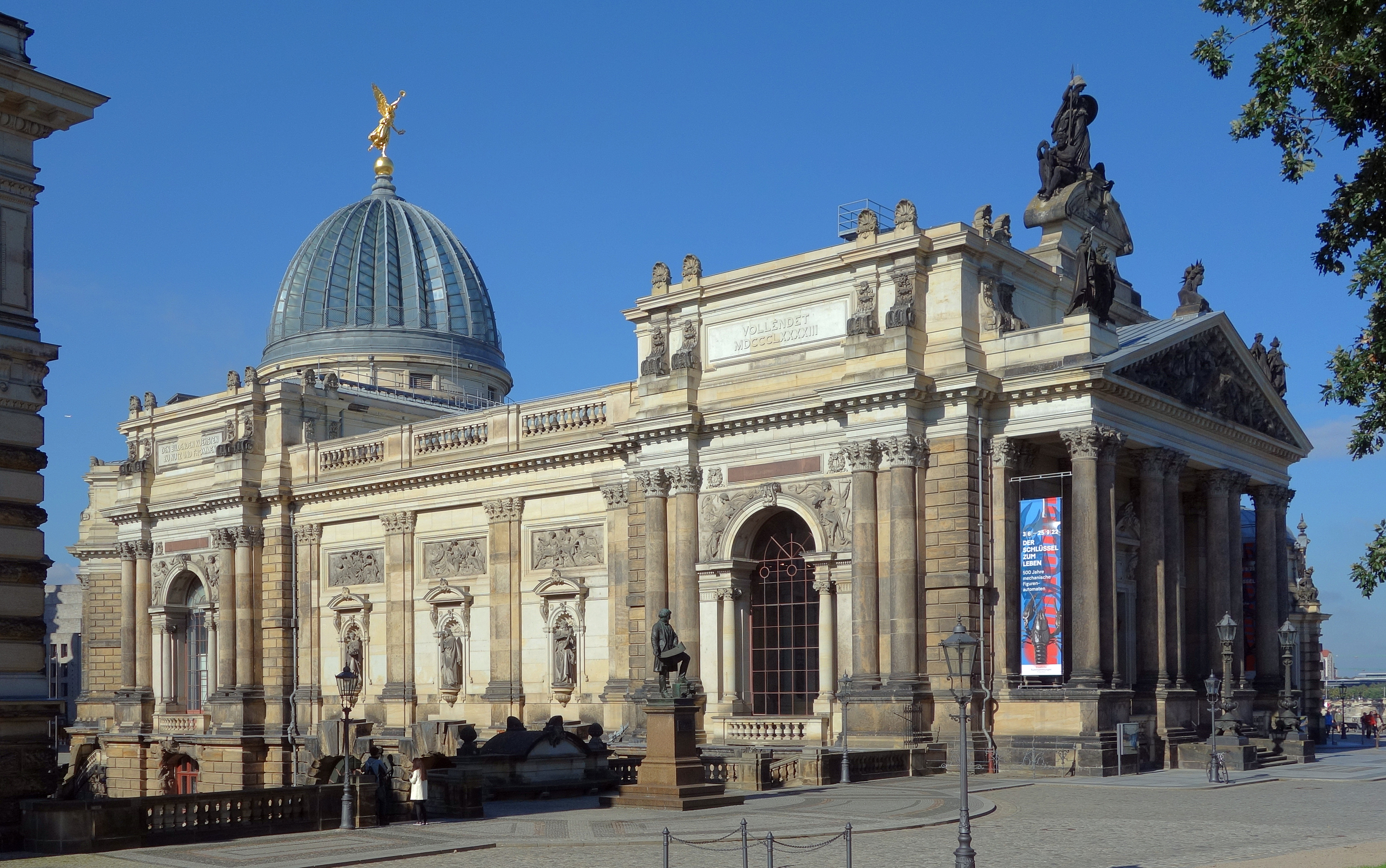
Kunsthallenflügel

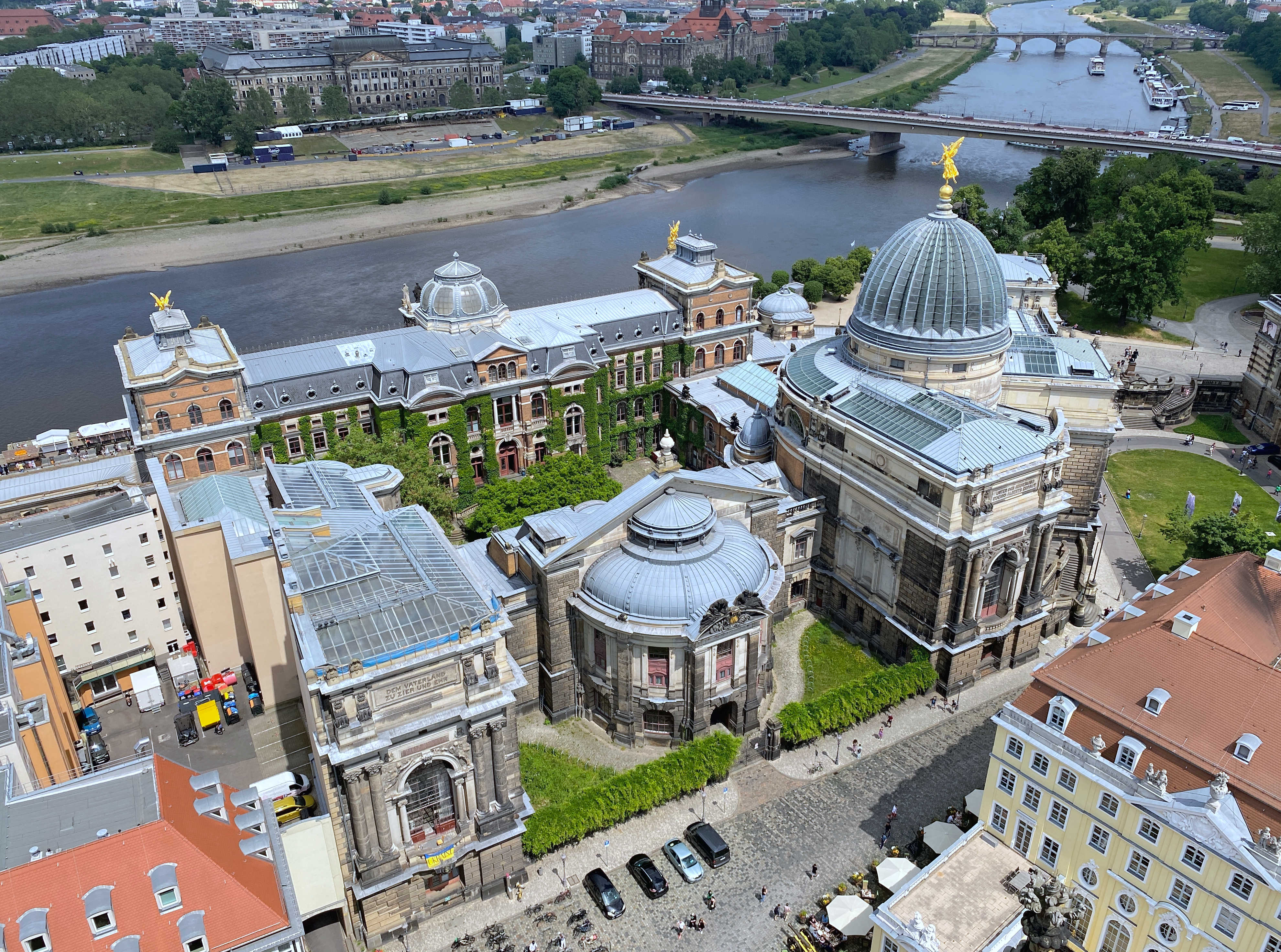
Ansicht von der Frauenkirche

Die Kunstakademie steht im Nordosten der Inneren Altstadt und zählt zu den prägenden Bauten des Altstädter Elbufers. Sie befindet sich zwischen der Brühlschen Terrasse, dem Balkon Europas, im Norden, dem Georg-Treu-Platz im Osten, dem Platz An der Frauenkirche im Süden und der Münzgasse im Westen. Benachbart sind das Terrassenufer mit den Liegeplätzen der Sächsischen Dampfschiffahrt im Norden, der Brühlsche Garten im Osten, das Albertinum mit der Galerie Neue Meister und der Dresdner Skulpturensammlung im Südosten, das Coselpalais im Süden, die barocke Frauenkirche im Südwesten, Wohn- und Geschäftshäuser entlang der Münzgasse sowie die Sekundogenitur im Westen.
Es handelt sich um einen Monumentalbau mit mehreren Gebäudeflügeln und einem sehr differenzierten, komplexen Erscheinungsbild. Er stellt als bemerkenswertes Beispiel des Historismus des ausgehenden 19. Jahrhunderts ein Stilkonglomerat aus Formen von Neorenaissance, Neobarock und französischem Manierismus dar. Auffällig sind insbesondere die üppig mit bildhauerischem Schmuck versehene Hauptfassade an der Brühlschen Terrasse und die verglaste Kuppel. Errichtet wurde sie hauptsächlich für die Königliche Akademie der Bildenden Künste zu Dresden, eine Vorgängerinstitution der heutigen Hochschule für Bildende Künste Dresden, weshalb sich der Name „Kunstakademie“ für das gesamte Gebäude einbürgerte. Nach ihrem Architekten wird es auch „Lipsius-Bau“ genannt.
Zentraler Teil des Bauwerks ist eine Vierflügelanlage, die einen rund 1070 m² großen Innenhof umschließt, um den herum sich Ateliers und Lehrsäle gruppieren. Die symmetrische Hauptfassade des nördlichen Flügels zur Brühlschen Terrasse gliedert sich in zwei Normalgeschosse und elf Achsen. Die dortigen Fenster nehmen, entsprechend der Nutzung der dahinterliegenden Räume als großzügige Malerateliers, eine große Fläche ein. Pilaster gliedern die Wandflächen zwischen ihnen. Ein gekröpftes Gesims bildet den Abschluss nach oben.
Im Mittelrisalit, der zentralen, von einer kleineren Glaskuppel bekrönten Achse, flankieren die in Kolossalordnung auf hohen Postamenten stehenden korinthischen Doppelsäulen das Hauptportal. Die beiden äußeren Achsen sind als dreigeschossige, von aufgesetzten korinthischen Doppelsäulen gezierte Eckrisalite ausgestaltet und markieren die Stellen, an denen sich nach hinten die beiden Querflügel anschließen. Die Querflügel führen vom nördlichen zum baulich stark gegliederten südlichen Flügel, der in unmittelbarer Nachbarschaft zur Frauenkirche steht. In seiner Zentrale springt ein pavillonartiger halbrunder Gebäudeteil mit abgeflachter Kuppel hervor, in dem sich heute der Anatomiesaal befindet.
Bei den Quer- und allen anderen Gebäudeflügeln, die nicht an die erhöhte Brühlsche Terrasse grenzen, findet sich ein Sockelgeschoss. An den westlichen Querflügel schließen sich in Reihenbauweise direkt die benachbarten Häuser auf der Südseite der Terrassengasse an. Die Reihenhäuser setzen sich an der Münzgasse bis zum Platz An der Frauenkirche fort. Dadurch ist die Westseite der Kunstakademie von der Straße aus nicht einsehbar. Bis 1945 schlossen sich die Reihenhäuser auch an den Südflügel an, weshalb dessen westlicher Abschluss eine schlichte verputzte Giebelwand ist.
An die Vierflügelanlage schließt sich im Osten mit der Kunsthalle im Lipsius-Bau ein weiterer wesentlicher Bestandteil des Bauwerks an – allerdings um etwa 45 Grad versetzt. Dies ist städtebaulich bedingt, weil die Dresdner Befestigungsanlagen an der Jungfernbastei um diesen Winkel nach Südosten abknicken und sich auch die Front dieses Gebäudeteils an ihnen ausrichten sollte. Diese nordöstliche Front ist in Form eines Portikus mit Vorhalle gestaltet. Vier Säulenpaare korinthischer Ordnung tragen einen dreieckigen Flachgiebel. Die Südostfassade zeigt sich zweigeschossig im Stil der Neorenaissance.
Wo sich der Südflügel, der östliche Querflügel und der Flügel mit der Kunsthalle treffen, liegt in einem geschickt vermittelnden, gelenkartigen Pavillon der achteckige Ausstellungssaal Oktogon. Genau über ihm befindet sich die charakteristische Hauptkuppel mit ihrem gefalteten Glasdach, die als Wahrzeichen der Hochschule gilt. Der Dresdner Volksmund bezeichnet die von einer Fama-Figur bekrönte Glaskuppel nach ihrer Form als Zitronenpresse. Zu ihrer Entstehungszeit wurde sie kontrovers diskutiert, da sie als Konkurrenz zur Kuppel der Frauenkirche galt.
Zwischen dem östlichen Querflügel, dem Flügel mit der Kunsthalle und einem Verbindungsbau, der den Nordflügel nach Osten zur Kunsthalle hin fortsetzt und wo sich in einem von einer kleinen Kuppel bekrönten Rundpavillon der Architektursaal befand, ist ein dreieckiger Innenhof eingeschlossen. In westlicher Richtung setzt sich der nördliche Gebäudeflügel im sich direkt anschließenden länglichen Malsaal fort, der heute als Galerie dient. Das Innere der Kunstakademie mit Ateliers und Werkstätten ist nur im Rahmen von Ausstellungen und anderen Veranstaltungen für Besucher zugänglich.

## Verzierungen

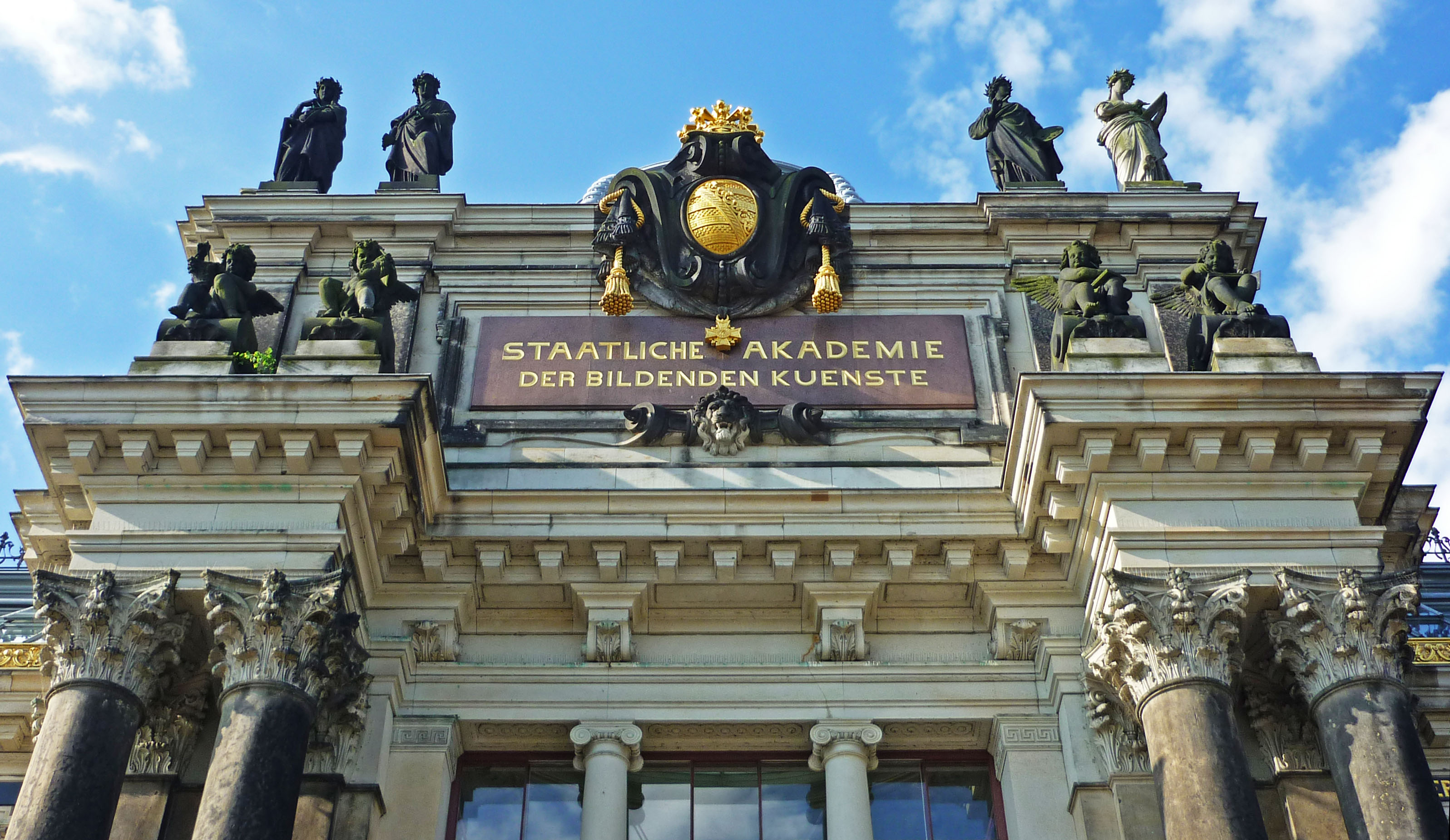
Akademieportal

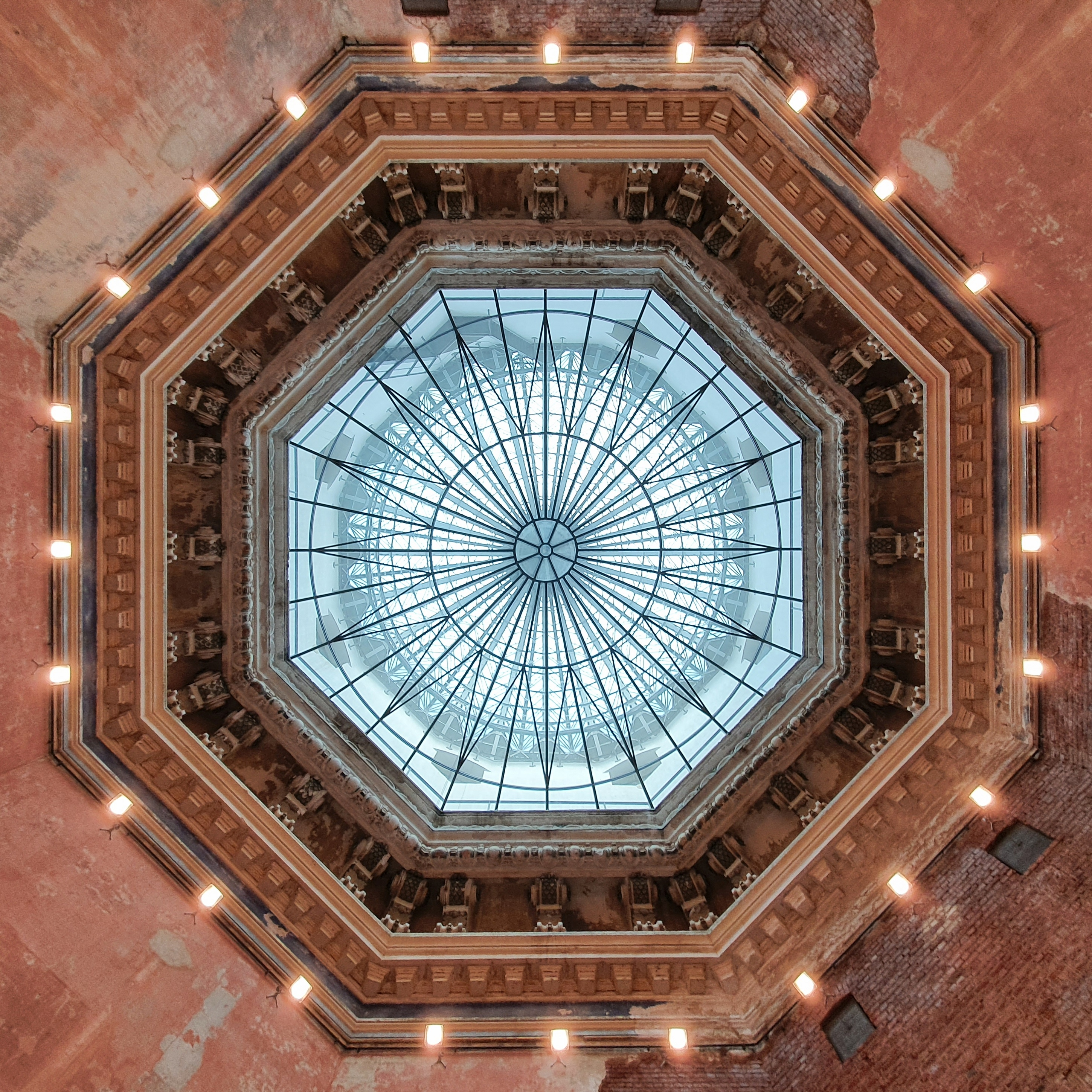
Oktogon

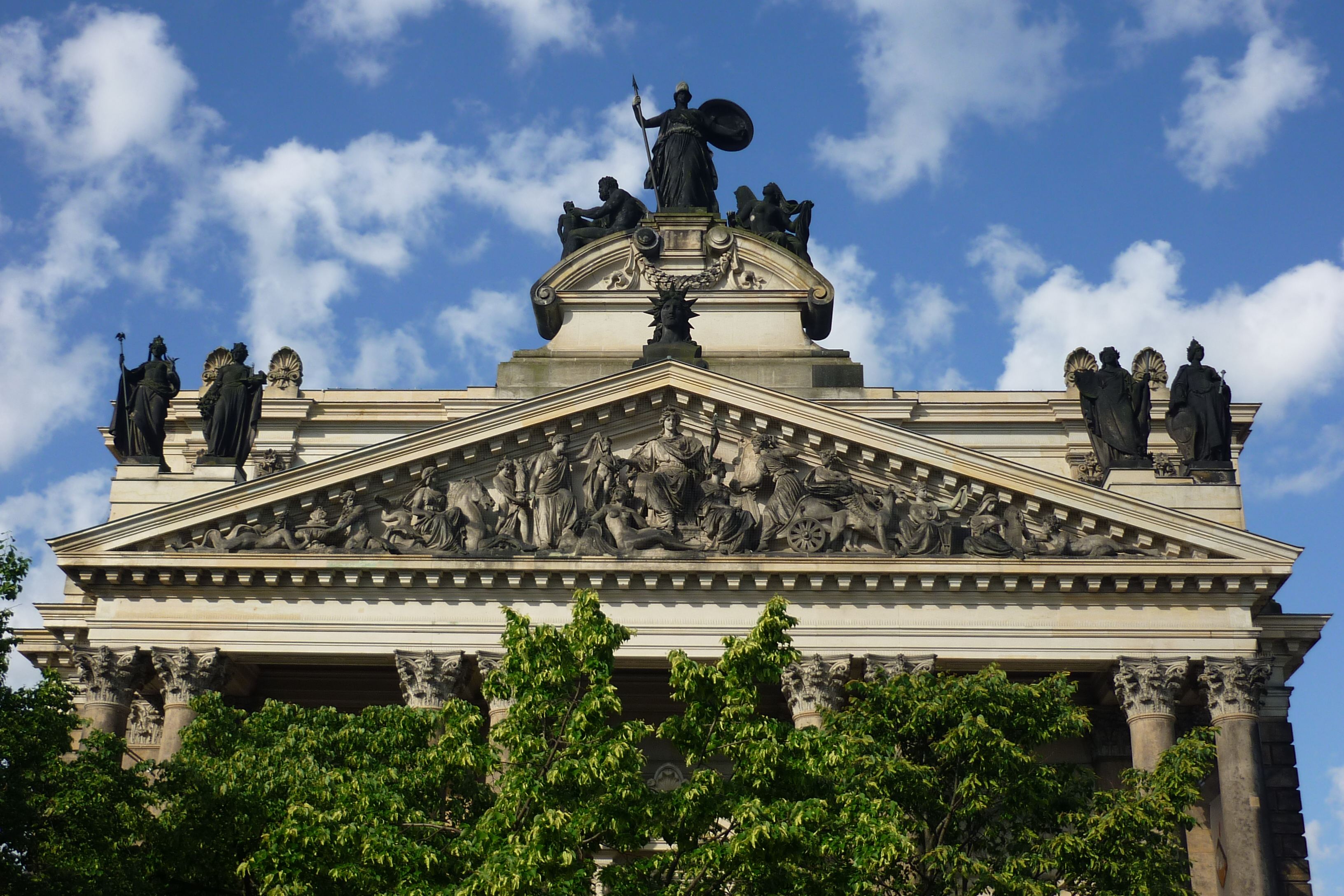
Kunsthallenportal

Die Kunstakademie zeichnet sich durch eine extrem reiche Verzierung ihrer Fassaden mit ornamentalem Bildwerk und plastischem Schmuck aus. Außergewöhnlich ist die üppige bauplastische Ausschmückung insbesondere der als Schauseite zur Elbe zeigenden Nordfassade, unter anderem mit zahlreichen Sandsteinreliefs und teils vergoldeten Figuren. Sie zeigen Motive aus der europäischen Kunst- und Kulturgeschichte, angefangen bei der antiken griechischen Mythologie bis hin zu frühneuzeitlichen Meistern. An der Gestaltung beteiligte sich der Großteil der Dresdner Bildhauerschaft. Als besonders herausragend gelten die Werke der damaligen Akademieprofessoren Johannes Schilling und Robert Henze. Auch weitere Professoren wie Heinrich Epler und Hermann Hultzsch wirkten mit. Grundlegendes Merkmal der Fassade ist die gestalterische Verwendung verschiedener Elbsandsteinsorten. Während unter anderem der Sockel und die Figuren aus dem dunkleren Postaer Sandstein bestehen, setzen sich die Wandflächen und Fensterfassungen aus dem helleren Cottaer Sandstein davon ab.
Auf der Attika des Mittelrisalits der Nordfassade an der Brühlschen Terrasse stehen vom Betrachter aus von links nach rechts die jeweils fast drei Meter hohen Allegorien der Architektur und der Bildhauerei, geschaffen jeweils von Ernst Hähnel, sowie der Malerei und der Kupferstecherei, geschaffen von Carl Röder. Unter ihnen sitzen als Variation dieses Themas vier von Reinhard Schnauder geschaffene geflügelte Putten, die Maße abnehmen, meißeln, malen bzw. zeichnen. Eine Wappenkartusche mit goldener Krone schließt die Mittelachse nach oben ab.
Ein Sandsteinband mit vegetativen Elementen und solchen des künstlerischen Schaffens rahmt das darunterliegende Hauptportal. Links über der Eingangstür ist die klassische Antike mit einer kleinen Zeus-Statue in der rechten und einem Lorbeerkranz in der linken Hand dargestellt. Ihr Pendant auf der gegenüberliegenden Seite verkörpert die christliche Kunst und die Neuzeit, insbesondere die Renaissance, und hat einen Palmwedel im rechten Arm und ein Bildnis im linken, auf dem die Sixtinische Madonna zu erkennen ist – Raffaels berühmtes, in der Dresdner Gemäldegalerie Alte Meister ausgestelltes Werk. Dazwischen, im Scheitel des Portals, befindet sich ein Relief des personifizierten Genius der Kunst.
Das ikonographische Programm auf der Nordfassade setzt sich beidseitig des Mittelrisalits fort: östlich davon – vom Betrachter aus links – mit Themen aus der Antike und westlich davon – vom Betrachter aus rechts – mit Themen aus der frühen Neuzeit, in Einzelfällen auch aus dem Spätmittelalter. Über den oberen Fenstersimsen an der Nordfassade sind in vergoldeter Schrift die Namen bedeutender Künstler zu lesen. Beginnend am östlichen Eckrisalit mit dem Bildhauer Pheidias geht es von links nach rechts mit anderen antiken Griechen weiter: mit dem Architekten Iktinos sowie den Bildhauern Praxiteles, Polykleitos und Lysippos. Nach dem Mittelrisalit folgen bedeutende Künstler der beginnenden Neuzeit: Erwin von Steinbach, Lionardo, Michelangelo, Raffael und, bereits auf dem westlichen Eckrisalit, Duerer.
Im oberen Teil der Eckrisalite findet sich weiterer Fassadenschmuck: Im Scheitel des oberen Fensters beim östlichen Eckrisalit sitzt der Porträtkopf Homers. Den antiken Dichter flankieren die Urgöttin und personifizierte Erde Gaia und der Meeresgott Poseidon. Gaia hält ein Füllhorn in der Hand, vor ihr ist außerdem eine Kuh als altes Fruchtbarkeitssymbol abgebildet. Poseidon hält einen Dreizack, zu seinen Füßen findet sich ein Fisch. Homers Pendant am westlichen Eckrisalit ist der italienische Dichter und Philosoph Dante Alighieri, der Anfang des 14. Jahrhunderts mit der sich um Himmel und Hölle drehenden Göttlichen Komödie eines der größten Werke der Weltliteratur schuf. Entsprechend flankieren Dantes Kopf eine engelsähnliche, über einer Mondsichel schwebende Frauengestalt als Allegorie des Himmels sowie ein geflügelter Satan mit Schlangen als Allegorie der Hölle. Interpretieren lassen sich die Figuren an beiden Risaliten auch als die vier Elemente Erde (Gaia), Wasser (Poseidon), Luft (Himmelsallegorie) und Feuer (Höllenallegorie), womit sich auch ein Bogen von der Antike zur Neuzeit spannen lässt.
Drei Figuren sind auf Entwurf von Robert Henze in Kupfer getrieben und vergoldet. Die Bekannteste von ihnen ist die 4,8 Meter hohe und 1,7 Tonnen schwere Fama (Pheme) auf der Spitze der Zitronenpresse. Hermann Heinrich Howaldt aus Braunschweig begann die Ausführung, bei der er 1891 durch einen Sturz vom Gerüst verstarb, und der Dresdner Paul Rinckleben vollendete die Arbeit 1893. Der Lorbeerkranz der Fama verkörpert den Künstlerruhm. Auf dem östlichen Eckrisalit der Nordfassade befindet sich Eros, der Gott der Liebe. Sein Pendant auf dem westlichen Eckrisalit ist Phantasos, ein Gott der Träume. Außerdem sind an dem Gebäude zehn Reliefmedaillons angebracht, so von Bramante, Holbein, Pöppelmann und Rubens sowie von Aischylos, Sophokles, Euripides, Lessing, Goethe und Schiller.
Außer jenen am Mittelrisalit sind an der Nordfassade noch weitere Putten zu sehen, die von Otto Panzner, August Herzig, Hans Hartmann-MacLean und Friedrich Offermann stammen: einerseits vier Kinderfiguren auf dem Gesims des Rundpavillons im Verbindungsbau zwischen Nordflügel und Kunsthalle. Sie beziehen sich auf verschiedene Architekturepochen – die griechische Antike, die römische Antike, das gotische Mittelalter und die Renaissance. Fünf weitere Putten befinden sich auf dem Malsaalflügel, der Westspitze der Kunstakademie. Sie stehen für verschiedene Arten der Malerei: Landschafts-, Akt-, Kostüm-, Tier- und Porträtmalerei.
Die Südseite zur Frauenkirche hin ist deutlich weniger geschmückt als die Schauseite zur Elbe hin. Über dem südlichen Eingang befinden sich am Giebel die von Oskar Rassau geschaffenen Sandsteinfiguren Abend (links) und Morgen, die sich auch als ein Meister und sein Schüler deuten lassen. Die Zwickel-Figuren über den Fensterbögen der Pavillons links und rechts vom südlichen Eingang sind Allegorien von Eifer und Zweifel sowie von Fleiß und Geduld. Die einzelnen Fassaden sind mit Inschriften versehen. Über dem Frontportal des Akademieflügels steht „STAATLICHE AKADEMIE DER BILDENDEN KUENSTE“. An den Seiten des Frontportals des Kunsthallenflügels stehen rechts „BEGONNEN MDCCCLXXXVII“ und links „VOLLENDET MDCCCLXXXXIII“. An den Risaliten der Rückfassaden befinden sich die Inschriften „DEM VATERLAND ZU ZIER UND EHR“ gegenüber der Frauenkirche und „KUNSTAKADEMIE“ über dem apsisförmigen Rückportal des Akademieflügels, gefolgt von „UNTER DER REGIERUNG KOENIG ALBERTS ERBAUT“ gegenüber dem Coselpalais und „DEN BILDENDEN KUENSTEN ZU NUTZ UND FROMMEN“ gegenüber dem Albertinum. Die Jahreszahlen sind jeweils in römischen Zahlen ohne Subtraktionsregel wiedergegeben. Ebenfalls üppig verziert ist die Front des Ausstellungsgebäudes. Besonders Tympanon und Hochgiebel wurden aufwendig gestaltet. Hier sticht die Saxonia Johannes Schillings hervor.

## Geschichte

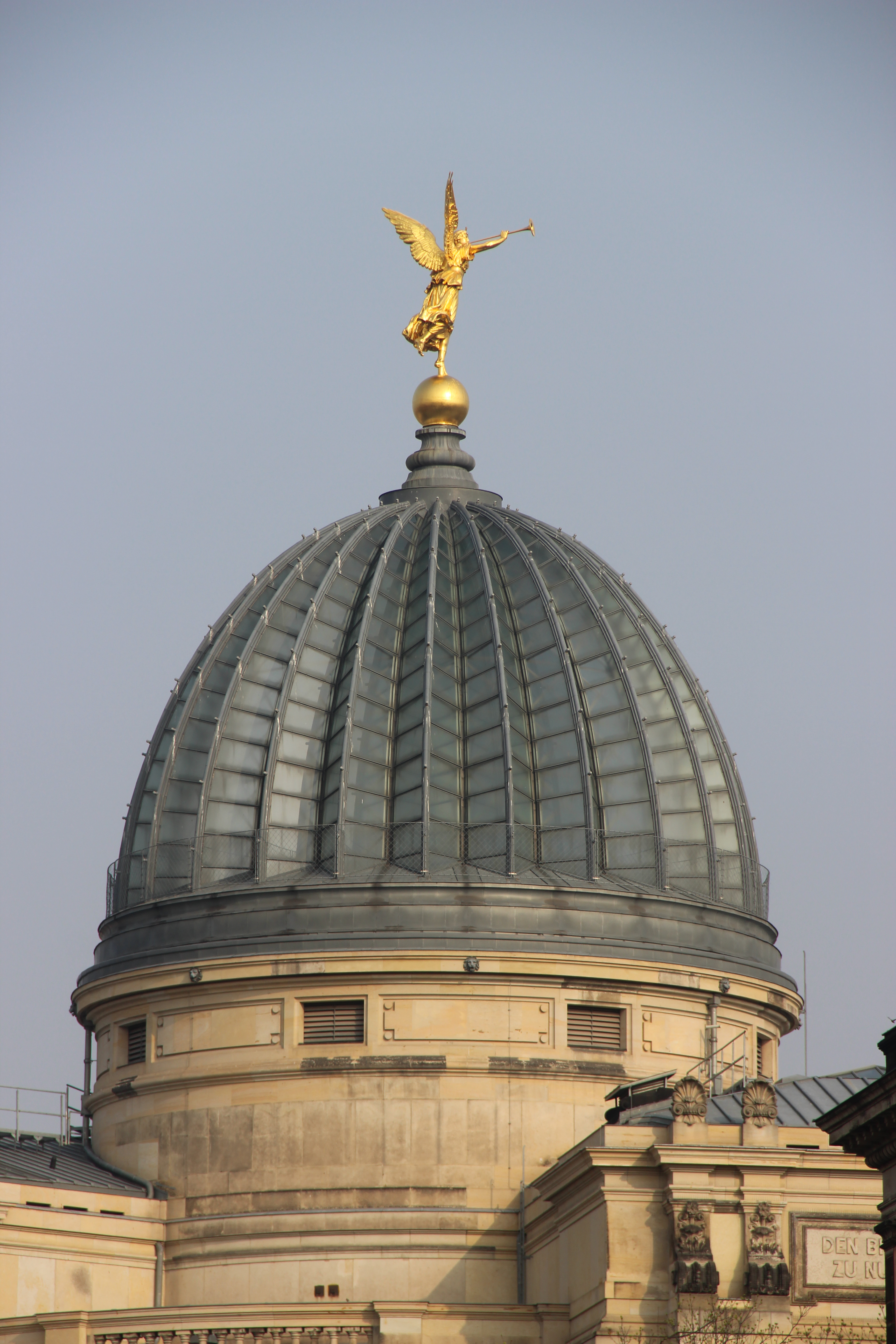
„Zitronenpresse“

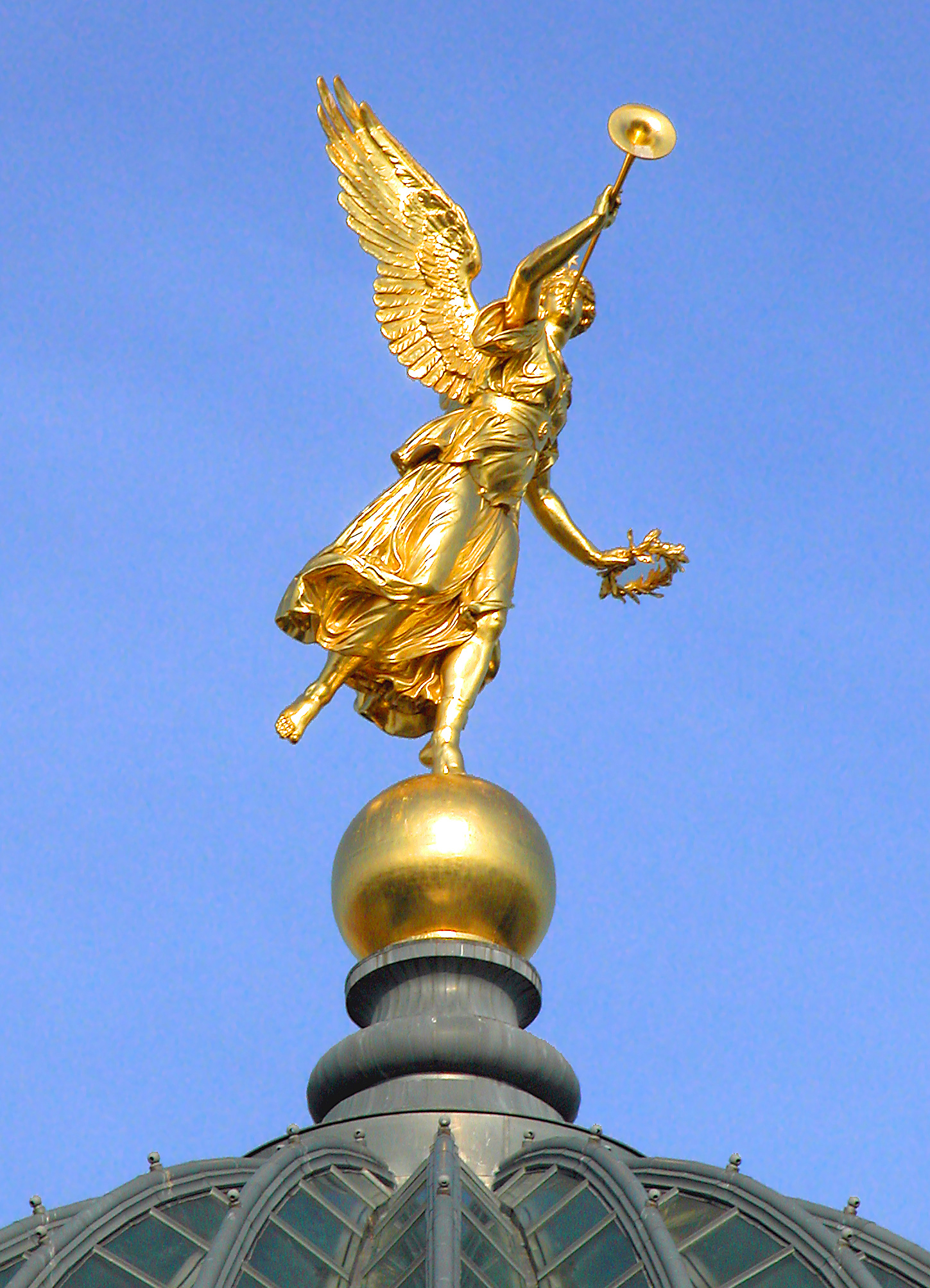
Fama

Die Dresdner Kunstakademie, eine der beiden Vorgängereinrichtungen der heutigen Hochschule für Bildende Künste Dresden, wurde 1764 als „Allgemeine Kunst-Akademie der Malerei, Bildhauer-Kunst, Kupferstecher- und Baukunst“ gegründet. Ihren Sitz hatte sie schon wenige Jahre später im Fürstenbergschen Haus, ganz in der Nähe des heutigen Standorts. Von 1791 bis 1895 war die Kunstakademie in der Brühlschen Bibliothek untergebracht, dem Vorgängerbau der Sekundogenitur. Die benachbarte Brühlsche Galerie nutzte sie in jener Zeit für die akademischen Kunstausstellungen.
Der Nordosten der Inneren Altstadt war bis ins 19. Jahrhundert ein ummauertes, für die Öffentlichkeit unzugängliches Sperrgebiet. Hier befanden sich unter anderem die streng gesicherte Münzstätte Dresden und das Dresdner Zeughaus. Die Brühlsche Terrasse hingegen, an der unter anderem das Café Reale stand, war bereits 1814 öffentlich zugänglich gemacht worden. Mitte der 1880er Jahre änderte sich das Bild in diesem Teil der Innenstadt. Von 1884 bis 1887 leitete Adolph Canzler den Umbau des Zeughauses zum Museum Albertinum. Die Münze wurde 1887 abgerissen und die Prägung im gleichen Jahr zur Münzstätte Muldenhütten verlegt. Somit entstand ein größerer Freiraum in der Nähe der Brühlschen Terrasse.
Die Regierung des Königreichs Sachsen hatte bereits 1884 wegen Platzmangels in den alten Räumlichkeiten einen Neubau für die Kunstakademie verfügt. Den Ausschlag für die Ansiedlung an der Brühlschen Terrasse gaben die exponierte Lage im Stadtzentrum, die langjährige Tradition der Akademie an diesem Standort und die Möglichkeit, dort ein Gebäude mit großen Atelierfenstern für einfallendes Licht auf der Nordseite, die nicht von anderen Häusern verbaut werden konnten, zu errichten. Ebenfalls 1884 erhielt Constantin Lipsius, selbst Architekturprofessor an der Akademie, den Planungsauftrag. Auch Ernst Hähnel war daran beteiligt, erlebte die Vollendung des Baus jedoch nicht mehr.
Für den Bau waren jedoch der Abbruch der Brühlschen Galerie und des Café Reale erforderlich, die beide 1887 weichen mussten. Darüber hatte es im Vorfeld heftige Auseinandersetzungen mit Städtebauern, Architekten und Bürgern gegeben, die sich statt eines Monumentalbaus eine kleinteiligere Lösung an diesem Standort wünschten. Schließlich begann 1887 der Bau der neuen Kunstakademie mit dem angeschlossenen Ausstellungsgebäude. Nach sieben Jahren Bauzeit war das Gebäude 1894 bezugsfertig. Auch nach der Fertigstellung ebbten die Diskussionen nicht ab. Das Bauwerk wurde als unausgewogen und der Dresdner Bautradition zuwider, der Fassadenschmuck als überladen und die bald als Zitronenpresse verspottete Kuppel wegen ihrer unmittelbaren Nachbarschaft zur Frauenkirche als störend kritisiert.
Der Dresdner Kunsthistoriker und Literaturwissenschaftler Fritz Löffler äußerte sich dazu in seinem Werk „Das alte Dresden“ wie folgt: „An völlig verfehlter Stelle, auf der Brühlschen Terrasse, baute Konstantin Lipsius von 1891 bis 1894 die Kunstakademie mit dem anschließenden Kunstverein. Er degradierte mit ihr die Festungsmauer zum Sockel für sein Vorhaben. Nur mit tiefem Bedauern kann man an den Verlust der noblen Kleinbauten Knöffels denken, die dieser für Brühl geschaffen hatte und die im 19. Jahrhundert nach und nach gefallen waren. Die Glaskuppel der Akademie, von der Bevölkerung Zitronenpresse genannt, bildete, gegen die Frauenkirche gesehen, ein dauerhaftes Ärgernis. Seit deren Verlust bedeutet die bekrönende Nike Robert Henzes ein liebgewordenes Requisit.“
Allgemein anerkannt wurde jedoch neben der hohen künstlerischen Qualität der Details die Tatsache, dass das Bauwerk den Status Dresdens als Kunst- und Kulturstadt von europäischem Rang gefestigt und das Stadtbild wie kein anderer Bau seit der Barockzeit entscheidend geprägt hat. Ab 1895 nutzten die Königliche Kunstakademie und der Sächsische Kunstverein das Gebäude.
Am 13. und 14. Februar entstanden durch die Luftangriffe auf Dresden schwere Kriegsschäden. Im Gegensatz zu den meisten Bauten der Umgebung, die häufig mitsamt ihren Außenmauern einstürzten, blieb die Kubatur der Kunstakademie trotz großer Brandverluste erhalten. Nach den Aufräumarbeiten begann der Wiederaufbau. Bereits 1952 konnte der Lehrbetrieb in dem Gebäude wieder aufgenommen werden. Die letzten Gebäudeflügel wurden bis 1965 wieder hergerichtet, 1968 erhielt die Zitronenpresse eine neue Verglasung. Zu einer grundlegenden Sanierung kam es jedoch erst nach der Wende. Das Land Sachsen ließ den Bau von 1991 bis 2002 systematisch sanieren. Erst in diesem Zusammenhang wurde auch die Kunsthalle im Lipsius-Bau, die in der Zeit der DDR nicht nutzbar war, wiederaufgebaut und 2005 eingeweiht. Die Gestaltung des Ausstellungsgebäudes durch die Architekten Auer + Weber, Stuttgart/München, und Rolf Zimmermann, Dresden, erhielt 2007 den Architekturpreis „Nike“ in der Kategorie „Detailvollkommenheit“.